# Mecistoptera lithochroa
Mecistoptera lithochroa là một loài bướm đêm trong họ Erebidae.